# لويجي موسو
لويجي موسو (بالإيطالية: Luigi Musso) مواليد 28 يوليو 1924، كان سائق فورملا 1 إيطالي سابق بدأ مسيرته الاحترافية سنة 1953. كان أول سباق له هو جائزة إيطاليا الكبرى 1953، حقق أول فوز له في جائزة الأرجنتين الكبرى 1956. خاض خلال مسيرته 25 سباقاً فاز في 1 منها.

## سباقات شارك فيها
- لو مان 24 ساعة
- بطولة العالم للسيارات الرياضية

## بطولات حققها
- جائزة الأرجنتين الكبرى 1956

## روابط خارجية
- لويجي موسو على موقع Racing-Reference.info (الإنجليزية)
- لويجي موسو على موقع DriverDB.com (الإنجليزية)